# Tumulus van Othée
De Tumulus van Othée (lokaal aan geduid met Grosse tombe) is een Gallo-Romeinse grafheuvel te Elch (Frans: Othée) in de Belgische provincie Luik in de Waalse gemeente Awans. Ze ligt ten noordwesten van het dorp in de nabijheid van de provinciegrens met Limburg.
De tumulus is sinds 1991 een beschermd monument.

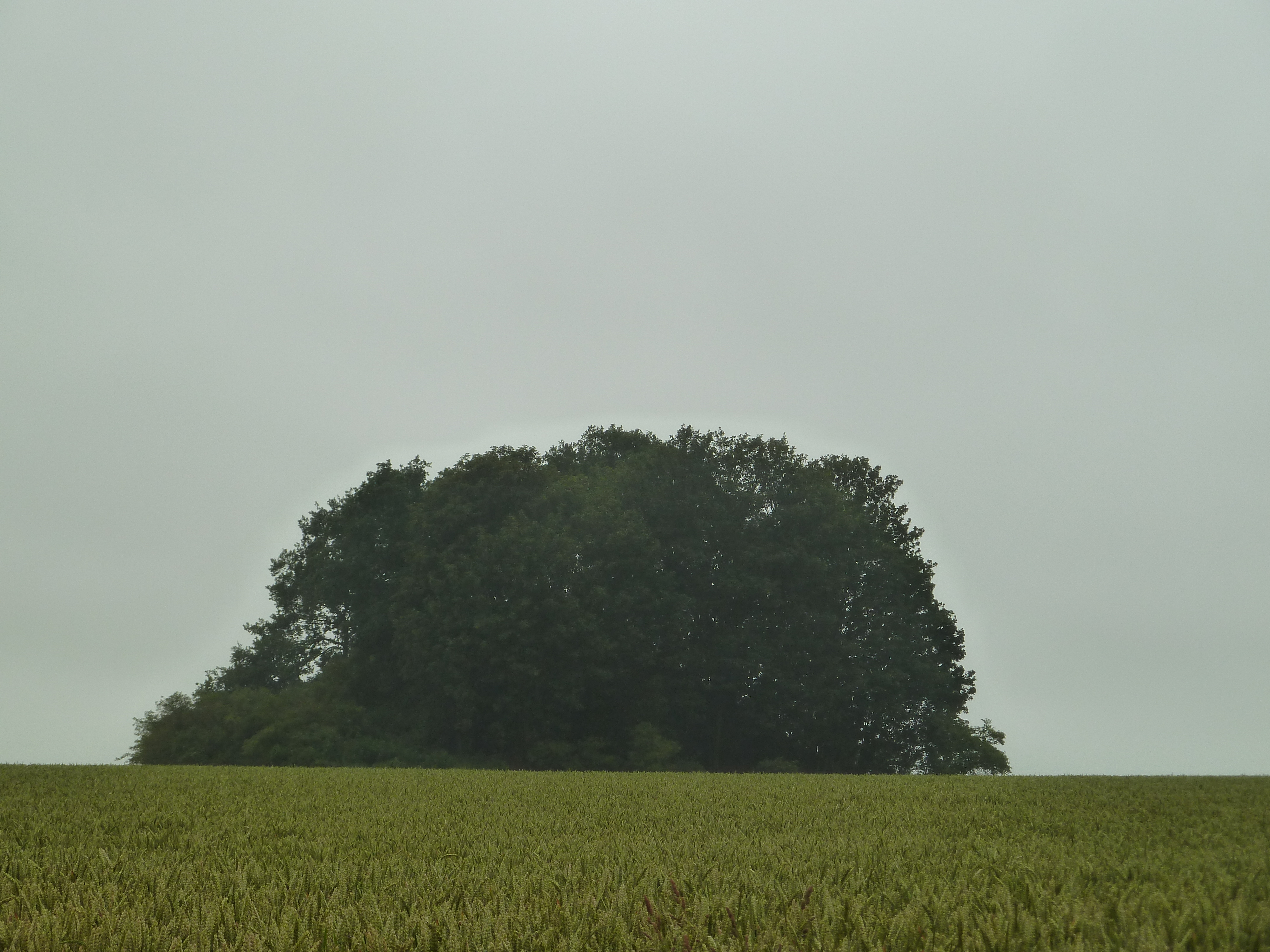
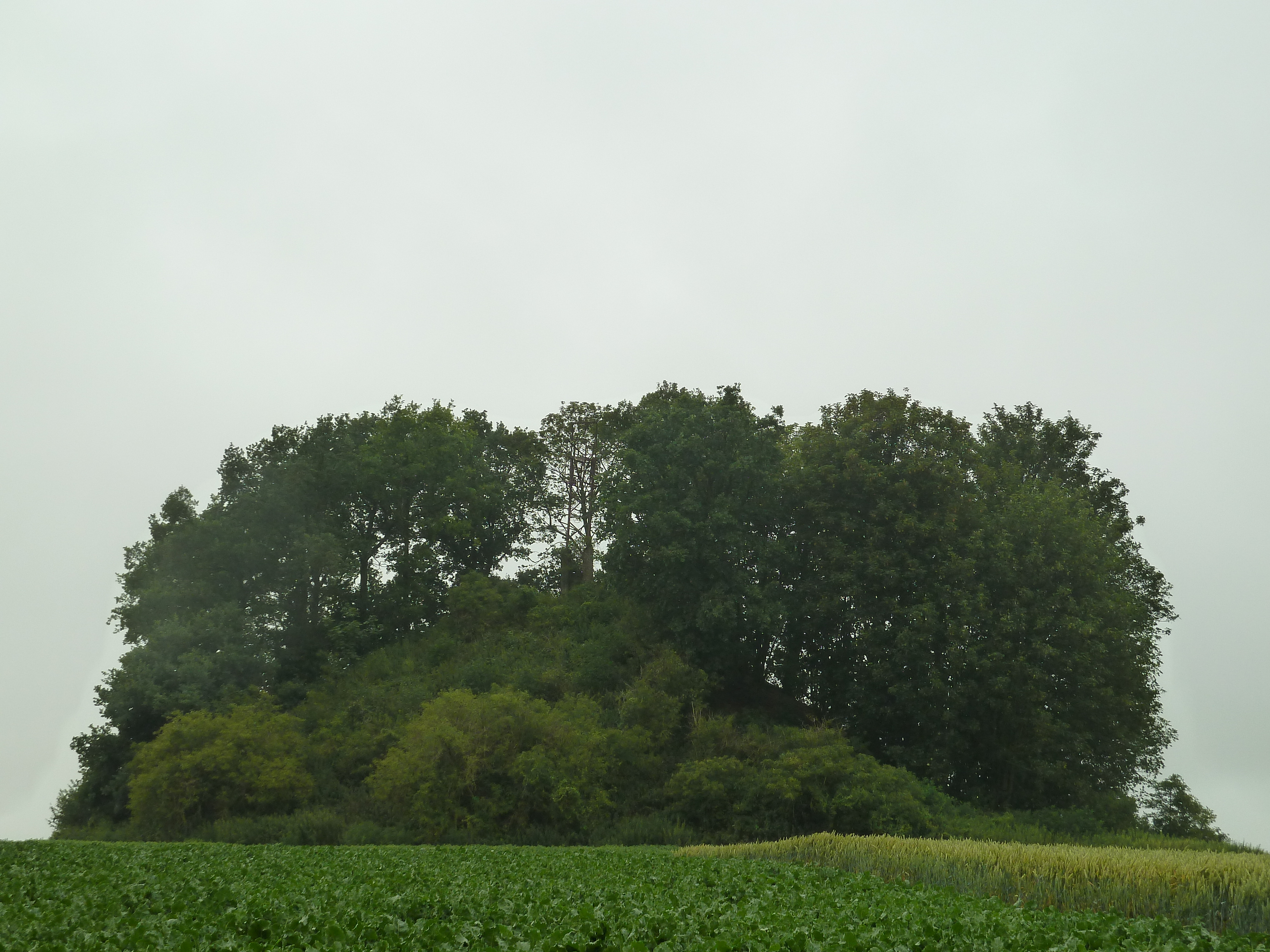